# Semelai (langue)
Le semelai est une langue du sous-groupe aslien méridional des langues asliennes dans la branche môn-khmer des langues austroasiatiques.